# O multioculare
La O multioculare (ꙮ) è un glifo dell'alfabeto cirillico arcaico, variante della lettera O.

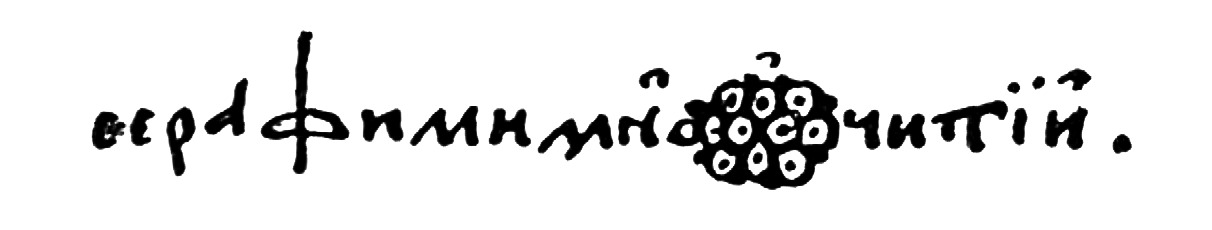
O multioculare

L'impiego di questa forma arcaica della lettera, collegata ad altre varianti utilizzate in lingua slava ecclesiastica antica per il concetto di "occhio", è stato finora rintracciato in un'unica copia del Libro dei Salmi scritta in Russia nella prima metà del XV secolo. Il glifo compare nell'espressione "серафими мн҇оꙮ҄читїи҄"  (/serafimi mnogooʧitii/, "i serafini dai molti occhi"), assumendo quasi valenza di logogramma per rappresentare meglio il concetto espresso.
Incorporato nel 2007 in Unicode come ꙮ, in realtà il carattere adottato non è formalmente corretto, poiché il glifo originale possedeva dieci circoli e non sette come riportato dalla versione moderna. Per questo nel 2022 Michael Everson, lo stesso che l'aveva introdotto, ne ha proposto una revisione in tal senso.